# اکییاس
اکییاس (به اسپانیایی: Oquillas) یک شهرستان در اسپانیا است.